# Мали Обљај
Мали Обљај је насељено мјесто на подручју града Глине, Банија, Република Хрватска.

## Историја
Мали Обљај се од распада Југославије до августа 1995. године налазио у Републици Српској Крајини.

## Становништво
На попису становништва 2011. године, Мали Обљај је имао 34 становника.
| Националност       | 1991. | 1981. | 1971. | 1961. |
| Срби               | 218   | 310   | 435   | 531   |
| Југословени        |       | 28    | 2     |       |
| Хрвати             | 2     | 3     | 11    | 8     |
| остали и непознато | 1     | 11    | 2     | 1     |
| Укупно             | 221   | 352   | 450   | 540   |

| Демографија | Демографија | Демографија |
| Година      | Становника  | Становника  |
| ----------- | ----------- | ----------- |
| 1961.       | 540         |             |
| 1971.       | 450         |             |
| 1981.       | 352         |             |
| 1991.       | 221         |             |
| 2001.       | 40          |             |
| 2011.       |             | 34          |

## Попис 1991.
На попису становништва 1991. године, насељено место Мали Обљај је имало 221 становника, следећег националног састава:
| Попис 1991.‍ | Попис 1991.‍ | Попис 1991.‍ | Попис 1991.‍ | Попис 1991.‍ |
| ----------- | ----------- | ----------- | ----------- | ----------- |
|             |             |             |             |             |
| Срби        | Срби        |             | 218         | 98,64%      |
| Хрвати      | Хрвати      |             | 2           | 0,90%       |
| Муслимани   | Муслимани   |             | 1           | 0,45%       |
| укупно: 221 |             |             |             |             |